# Arms
Arms Corporation (яп. 有限会社アームス югэн-гайся а:мусу) — аниме-студия, основанная в 1996 году. 4 августа 2020 года было объявлено о банкротстве.

## История студии
История студии ARMS тесно связана со студией Kikan (яп. スタジオ旗艦). Последняя была основана в апреле 1993 года Кэйдзи Кусано (яп. 草野啓二) и Ёсивой Тотирой (яп. 栃平吉和). Студия выпускала аниме в жанре хентай (например, OAV La Blue Girl), но в то же время занималась анимацией с более низкими возрастными рейтингами (например, сериал Shima Shima Tora no Shimajirou).
В 1996 году руководством студии было принято решение выделить производство аниме для лиц от 18 лет в отдельную единицу бизнеса, для чего была основана студия ARMS, руководителем которой был назначен Осаму Симидзу (яп. 清水修). За период с 1996 по 2004 год студия придерживалась избранного курса и выпустила множество работ для взрослой аудитории. Несомненным успехом можно назвать выпуск, совместно с Ясуоми Умэцу, аниме Kite в 2000 году.
В 2004 году, из-за спада продаж, производство анимации было переориентировано на жанр этти. Дебютом студии в новом жанре стал сериал Mezzo. Позднее вышел сериал «Эльфийская песнь» режиссёра Мамору Камбэ. 2005 год был отмечен сотрудничеством с Gonzo над сериалом «Кровь Триединства». С 2005 года студия работала над сериалом Himawari, который вышел позднее, в 2007 году. Среди совместных работ студии можно отметить Bleach: Memories of Nobody для Studio Pierrot.
В 2007 и 2008 годах наиболее успешными работами стали Ikkitousen: Dragon Destiny, срежиссированный Коити Охатой, «Кайт-избавительница» под руководством Ясуоми Умэцу и Kiss and Cry.
С 2015 года студия в основном работала над производством телесериалов с Genco и Gross Subscription, а также для других компаний.
31 августа 2017 года изменилось название компании на «Common sense Co., Ltd.». 31 мая 2020 года общее собрание акционеров заявило о начале процедуры упразднения. 22 июля окружной суд Токио вынес решение о ликвидации.

## Хронология работ студии
Полнометражные
- Kiss and Cry (яп. キス・アンド・クライ Кису андо курай) (2007).

OVA, предназначенные для лиц от 18 лет
- Midnight the panther (яп. ミッドナイトパンサー Мидонайто панса:) (1998)
- «Кайт — девочка-убийца» (яп. カイト Кайто) (1998—2000)
- Words Worth (яп. ワーズ･ワース Ва:дзу ва:су) (1999)
- «Mezzo Forte: Красотки-головорезы» (яп. メゾフォルテ Мэдзофорутэ) (2000)
- Body Transfer (яп. 肉体転移 Никутай тэнъи)
- Inma Seiden (яп. 新世紀 淫魔聖伝 Синсэйки имма сэйдэн) (2001)
- La Blue Girl Returns (яп. 淫獣学園 復活篇 Индзю: Гакуэн Фуккацу-хэн) (2001)
- Natural Obsessions 2 (яп. ナチュラル2 デュオ Натюрару цу: Дюо) (2001)
- Class Reunion Again (яп. 同窓会again До:со:кай агэ:н) (2002)
- Virgin Touch (яп. flutter of birds～鳥達の羽ばたき～ Фуратта: обу ба:додзу Торитати но хабатаки) (2002)
- One: True Stories (яп. ONE ～輝く季節へ～ Ван Кагаяку кисэцу э) (2003)
- Secret of Devil’s Island (яп. 百鬼 一ノ鬼 鈴木宏美 Хякки Ити-но они Судзуки Хироми) (2003)
- Slave Nurses (яп. 奴隷介護 Дорэй кайго) (2003)
- Crimson Climax (яп. 蛍子 Хотаруко) (2003)
- Kawarazaki-ke no Ichizoku 2 (яп. 河原崎家の一族2 Каварадзаки-кэ но итидзоку цу:) (2004)
- Another Lady Innocent (яп. フロントイノセント Фуронто иносэнто) (2004)
- Night Shift Nurses: Experiment (яп. 夜勤病棟・参 Якин бё:то: сан) (2005)
- G-spot Express (яп. 悪戯～いたずら Итадзура) (2005)
- Hininden Gausu (яп. 緋忍伝-呀宇種（ガウス） Хининдэн Гаусу) (2005)

OVA
- Nakoruru (яп. ナコルル〜あのひとからのおくりもの〜 Накоруру Ано хито кара но окуримоно) (2002)
- I’s Pure (яп. アイズピュア Айдзу пюа) (2005)
- Saiyuki Reload: Burial (яп. 最遊記RELOAD　-burial- Сайю:ки Риро:до Бюриару) (2007)
- «Кайт-избавительница» (яп. カイト リベレイター Кайто Рибэрэйта:) (2008)
- Ikki Tōsen: Western Wolves (яп. 一騎当千 Western Wolves Иккито:сэн Уэсутан Уоруфусу) (2019)

TV
- «Эльфийская песнь» (яп. エルフェンリート Эруфэн ри:до) (2004)
- «Mezzo: Игра со смертью» (яп. メゾ Мэдзо) (2004)
- Kakyuusei 2 (яп. 下級生２ ～瞳の中の少女たち～ Какю:сэй цу: Хитоми но нака но сё:дзётати) (2004)
- Girl’s High (яп. 女子高生 Дзёсико:сэй) (2006)
- Himawari! (яп. ひまわりっ! Химавари) (2006)
- Himawari!! (яп. ひまわりっ！！) (2007)
- Genshiken 2 (яп. げんしけん Гэнсикэн) (2007)
- Ikkitousen: Dragon Destiny (яп. 一騎当千 Dragon Destiny Иккито:сэн Дорагон Дэсутини:) (2007)
- Hagure Yuusha no Estetica (яп. はぐれ勇者の鬼畜美学（エステティカ) Хагурэ Ю:ся но эсутэтика) (2012)
- Maoyuu Maou Yuusha (яп. まおゆう魔王勇者 Маою: Мао: Ю:ся) (2013)
- Gokukoku no Brynhildr (яп. 極黒のブリュンヒルデ Гокукоку но Бурюнхирудэ) (2014)